# C/1998 M2
C/1998 M2 (LINEAR) – kometa długookresowa odkryta w roku 1998 w ramach programu LINEAR.

## Orbita komety
Orbita komety C/1998 M2 ma kształt bardzo wydłużonej elipsy o mimośrodzie 0,998. Jej peryhelium znajduje się w odległości 2,73 j.a., aphelium zaś aż 2428 j.a. od Słońca. Jej okres obiegu wokół Słońca wynosi około 42 373 lat, nachylenie orbity do ekliptyki to wartość 60,18˚.